# Úsilné
Úsilné, bis 1925 Oselno (deutsch Woselno) ist eine Gemeinde in Tschechien. Sie liegt fünf Kilometer nördlich des Stadtzentrums von Budweis in Südböhmen und gehört zum Okres České Budějovice.

## Geographie
Úsilné befindet sich linksseitig der Kyselová voda am Abfall der Lischauer Schwelle zum Budweiser Becken. Durch das Dorf fließt der Bach Stoka. Nördlich erhebt sich der Jalovcový vrch (454 m), im Nordosten der Kamenný vrch (535 m) und die Vávra (526 m), sowie südlich der Lomy (428 m n.m.) und der Červený vrch (429 m). Gegen Südwesten liegt der Teich Voselný rybník. Südöstlich von Úsilné endet derzeit die Dálnice 3 am Kreuz mit der vierspurig ausgebauten Staatsstraße I/34 / E 551/E 49 zwischen Budweis und Lišov; westlich des Dorfes verläuft die Staatsstraße II/603 (ehemals Silnice I/3/E 55) zwischen České Budějovice und Veselí nad Lužnicí.
Nachbarorte sind Chyňava, Jednota, Chotýčany und Lhotice im Norden, Červený Újezdec und Libníč im Nordosten, Lišov und Hůry im Osten, Adamov, Rudolfov und Vráto im Südosten, Světlík, Nové Vráto und Husova kolonie im Süden, Nemanice im Südwesten, České Vrbné, Trögrův Dvůr und Hrdějovice im Westen sowie Borek im Nordwesten.

## Geschichte
Überlieferungen zufolge soll der Friedhof der 1215 erbauten Kirche in Čéčova Budivojice Begräbnisplatz auch für die eingepfarrten Dörfer, darunter Úsilné gewesen sein. Erstmals schriftlich erwähnt wurde Hoslowe im Jahre 1333, als König Johann von Luxemburg sieben Hufen des Dorfes dem Budweiser Spital des hl. Wenzel überließ. 1378 verpfändete Karl IV. einen Teil der Frauenberger Herrschaft mit dem Städtchen Lišov sowie Oselno und anderen umliegenden Dörfern an Johann Khun von Liechtenberg. Während der Hussitenkriege gehörte Oselno wieder zur Herrschaft Frauenberg, Pfandbesitzer waren die Herren von Lobkowicz. Georg von Podiebrad löste die verpfändete Herrschaft wieder aus. Nach dessen Tode wurde Frauenberg an verschiedene Besitzer, darunter ab 1490 an Wilhelm II. von Pernstein, pfandweise überlassen.
1562 verkaufte König Ferdinand I. die Herrschaften Frauenberg und Protivín erblich an Joachim von Neuhaus. Drei Jahre später erbte dessen Sohn Adam den Besitz. Nachdem dieser die alten Privilegien seiner Untertanen zu beschneiden suchte, brachen in beiden Herrschaften Bauernaufstände aus. Kaiser Rudolf II. bekräftigte daraufhin die alten Freiheiten. 1598 ließ Joachim Ulrich von Neuhaus ein neues Urbar der Herrschaft Frauenberg anlegen, darin sind für Oselno acht Bauern aufgeführt. Im selben Jahre verkaufte er die Herrschaft an seinen Gläubiger Bohuslav Malovec von Malovice auf Dříteň. Nach dem Ausbruch des Dreißigjährigen Krieges wurde das Dorf 1619 niedergebrannt. Wegen der Beteiligung am Ständeaufstand 1618 wurden die Güter der Malovec von Malovice nach der Schlacht am Weißen Berg konfisziert und die Herrschaft 1623 an Baltasar von Marradas übereignet, der sie rekatholisieren ließ. In der berní rula von 1654 sind für Voselný sieben Wirtschaften aufgeführt, von denen zwei wüst lagen. Bartolomäus von Marradas verkaufte die Herrschaft am 1. Oktober 1661 an Johann Adolf I. von Schwarzenberg. Bis 1677 unterstand das Dorf dem Lišover Richter, danach wurde es den neu geschaffenen Ortsgerichten Hůry zugeteilt. 1679 starben an der aus Oberösterreich eingeschleppten Pest die Hälfte der Einwohner von Voselný. Im Jahre 1685 ließ Ferdinand Fürst zu Schwarzenberg die Grundbücher anlegen.
Im Jahre 1840 bestand Woselno bzw. Osalaus 25 Häusern mit 257 Einwohnern. Zum Dorf gehörte auch die Einschicht Bjda an der Prager Straße mit einer Ausspanne und vier Chaluppen. Pfarrort war Libnitsch. Bis zur Mitte des 19. Jahrhunderts blieb das Dorf immer der Herrschaft Frauenberg untertänig. Nach der Aufhebung der Patrimonialherrschaften bildete Oselné / Woselno ab 1850 einen Ortsteil der Gemeinde Hůry in der Bezirkshauptmannschaft Budějovice/Budweis und dem Gerichtsbezirk Lišov/Lischau. Oselné löste sich 1891 von Hůry los und bildete eine eigene Gemeinde. 1910 lebten in Voselno bzw. Oselné / Woselno 541 Einwohner, darunter waren 530 Tschechen und fünf Deutsche. Nachdem der Hagelsturm vom 10. Juni 1916 auch in den Waldgebieten Mojský les und Velechvínské polesí zwischen Nemanice, Oselné, Bída und Ševětín enorme Schäden hinterließ, hatte Fürst Johann zu Schwarzenberg große Mühe, den Windbruch zu bergen. Wegen des Krieges mangelte es an Männern, Pferden und Wagen. Zwischen 1917 und 1918 ließ er deshalb von der Bahnstrecke České Budějovice–Veselí nad Lužnicí zwei schmalspurige Waldeisenbahnen anlegen. Eine davon führte von Kněžské Dvory aus zwischen Oselné und Bída durch das Tal Kyselová voda in den Mojský les. Die 6,5 Kilometer lange 760-mm-Trasse wurde im März 1918 fertiggestellt und bis 1921 betrieben.
Nachdem die Gemeinde nach 1921 zunächst den amtlichen tschechischen Gemeindenamen Oselno erhalten hatte, wurde dieser auf Antrag der Gemeinde am 20. November 1924 vom Innenministerium in Úsilné geändert. Wahrscheinlich war die Wortnähe zu osel (Esel) als anstößig empfunden worden. Am 16. Mai 1954 wurde der Ortsteil Borek von Hosín abgetrennt und dem neugebildeten Kataster Borek auch ein Teil der Flur Úsilné zugeordnet. Zum 1. April 1976 erfolgte die Eingemeindung nach Hrdějovice. Nach einem Referendum löste sich das Dorf zum 24. November 1990 wieder von Hrdějovice los. Seit 2001 führt Úsilné ein Wappen und Banner.

## Gemeindegliederung
Für die Gemeinde Úsilné sind keine Ortsteile ausgewiesen.

## Sehenswürdigkeiten
- Neogotische Kapelle des hl. Wenzel, erbaut 1900. Im Jahre 2001 wurde sie saniert und neu geweiht. Im Inneren befinden sich 14 Kreuzwegdarstellungen der Malerin Renata Štolbová.
- Gehöfte im südböhmischen Bauernbarockstil, insbesondere Nr. 1 U Sukdolů und Nr. 9 U Prokšů
- zwei Bildstöcke an der Straße nach Nemanice und dem Feldweg nach Libnič
- Elias Erbstolln, er diente vom 16. bis zum 18. Jahrhundert als tiefer Wasserlösungsstollen der Rudolfstadter Silbergruben
- Reste der schmalspurigen Waldeisenbahn von Kněžské Dvory durch den Grund der Kyselová voda in den Libníčer Forst

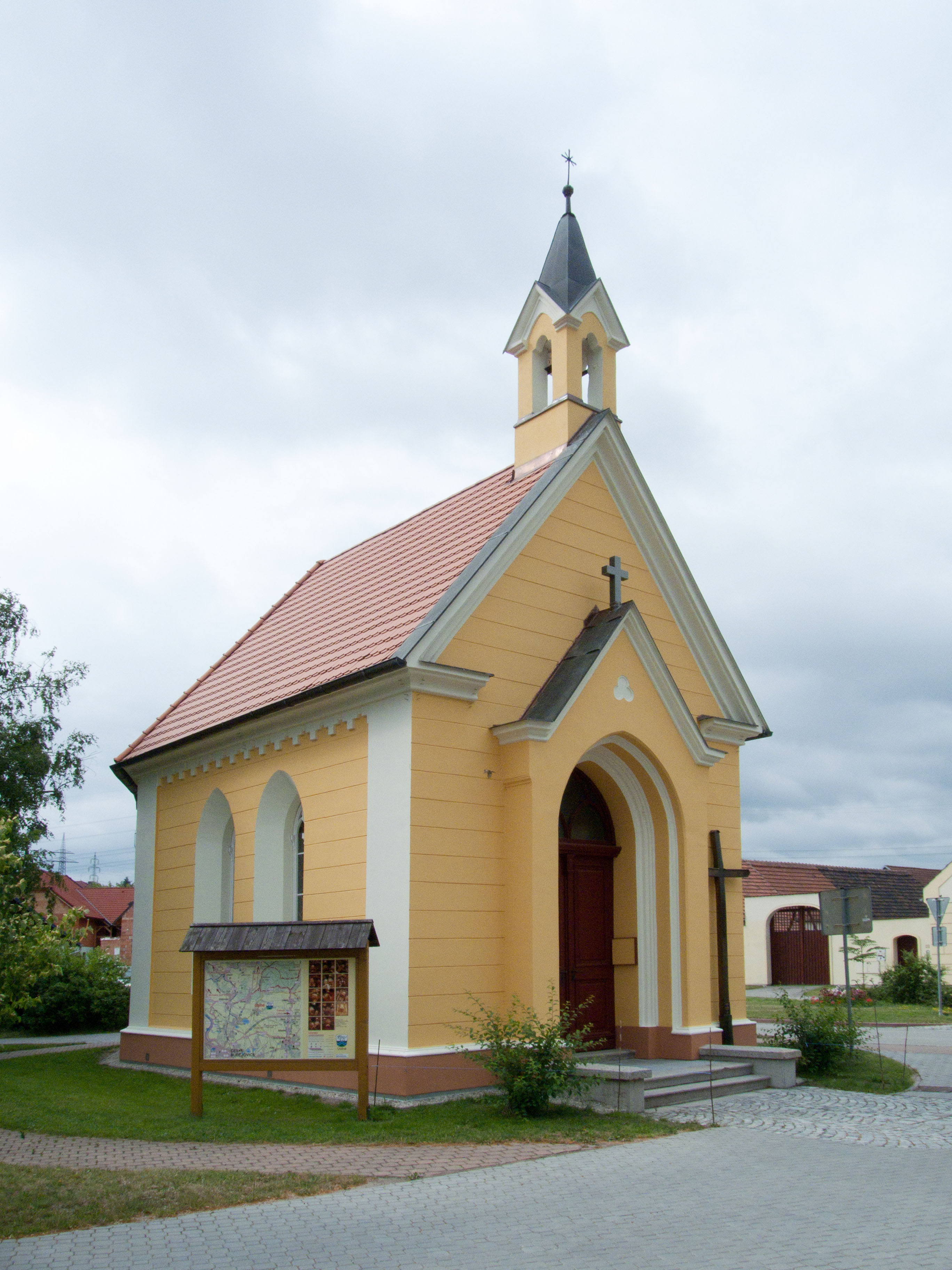
Kapelle des hl. Wenzel
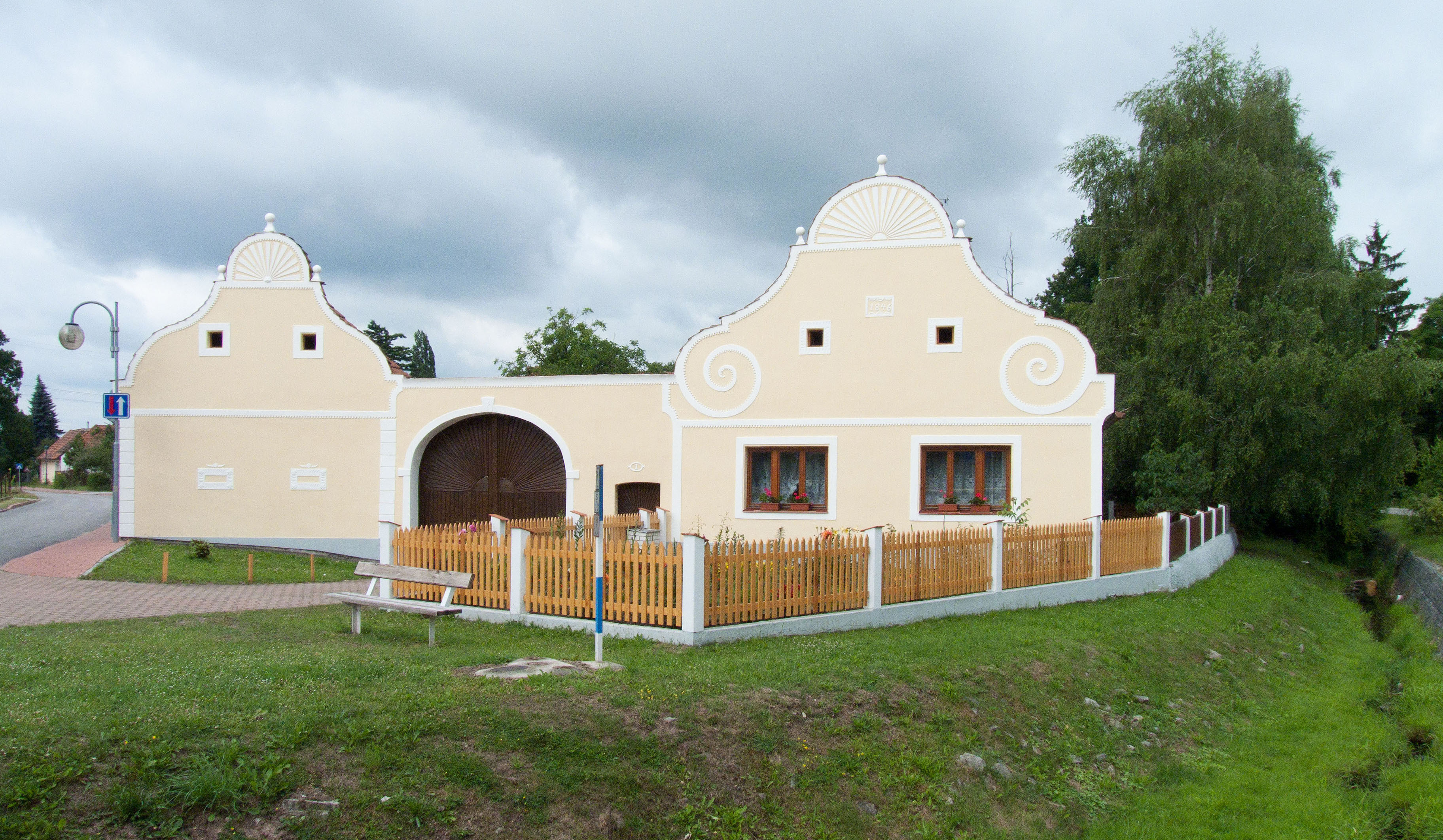
Gehöft Nr. 1 U Sukdolů
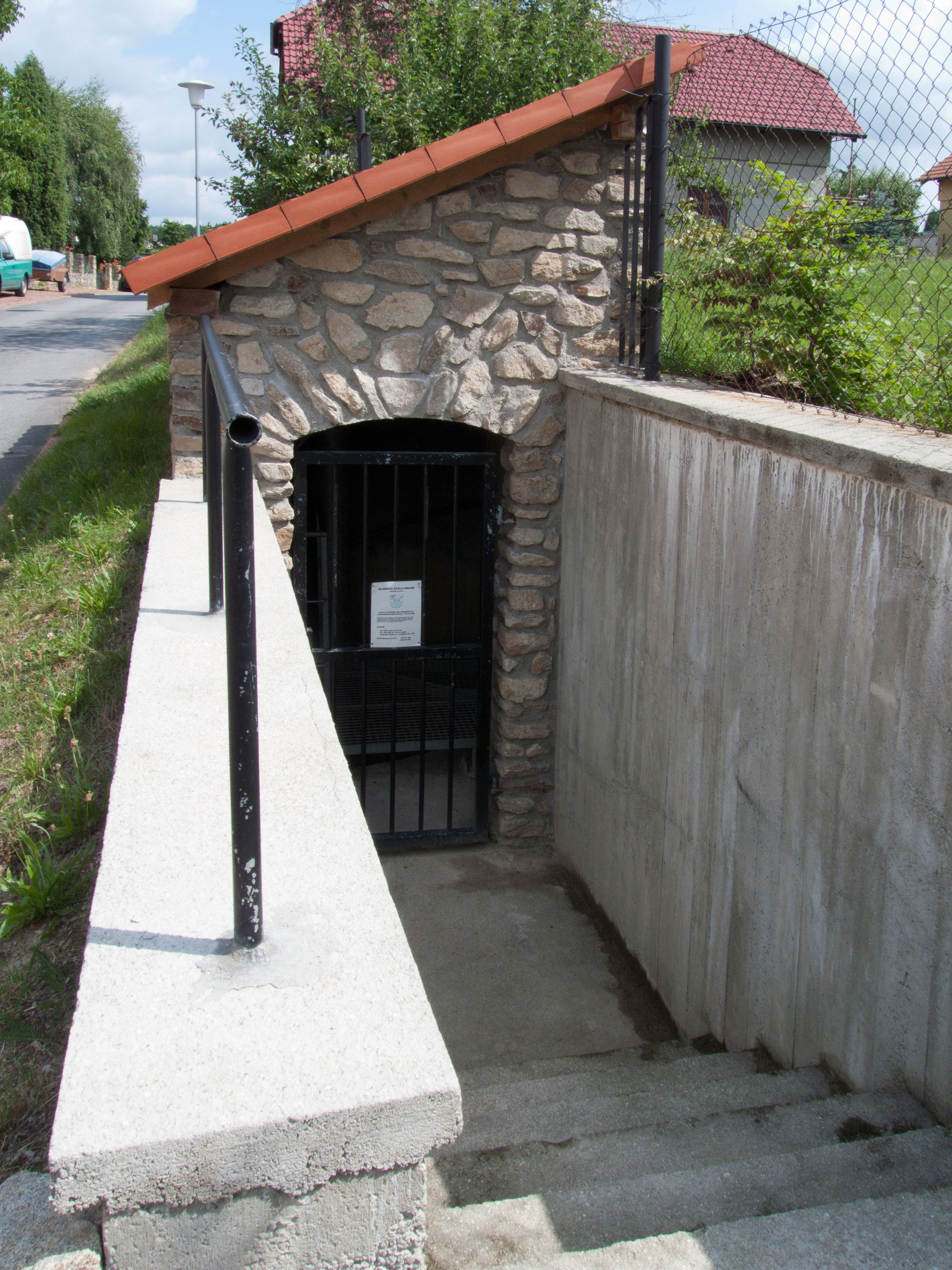
Neuer Einstieg zum Elias Erbstollen

## Söhne und Töchter der Gemeinde
- Gerard Jan Nýdl (1875–1943), Prior des Klosters Vyšší Brod
- Josef Bartuška (1898–1963), Graphiker, Dichter und Musiker
- Bohumil Němec (1922–1991), tschechoslowakischer Fußballspieler (Torwart)